# 俞云波
俞云波（1936年1月—2022年6月25日），福建福清人，中华人民共和国政治人物，二级大检察官，曾任中国致公党中央委员会副主席，上海市政协副主席，上海市人民检察院副检察长。